# Charles S. Cockell
Charles S. Cockell (n. 21 mai 1967) este profesor de astrobiologie la școala de fizică și astronomie de la Universitatea din Edinburgh. Anterior a fost profesor de geomicrobiologie la distanță și microbiolog la British Antarctic Survey, Cambridge, Marea Britanie. Printre interesele sale științifice se numără geomicrobiologia, viața în mediile extreme, astrobiologia și explorarea umană a planetei Marte. El a fost primul președinte al Societății de Astrobiologie din Marea Britanie. El a condus studiul de design din cadrul proiectului Boreas care a planificat și proiectat o stație de cercetare pentru Polul Nord marțian.